# Rhacophorus calcaneus
Rhacophorus calcaneus es una especie de anfibio anuro de la familia Rhacophoridae.

## Distribución geográfica y hábitat
Es endémica de Vietnam y, quizá, zonas adyacentes de Laos y Camboya.
Esta especie está en peligro de extinción por la pérdida de su hábitat natural.